# Kids in the Street

Kids In The Street est le quatrième album du groupe américain de rock The All-American Rejects réalisé en 2012.

## Liste des Pistes
1. Someday's Gone - 3:25
2. Beekeeper's Daughter - 3:33
3. Fast And Slow - 4:00
4. Heartbeat Slowing Down - 4:44
5. Walk Over Me  - 3:59
6. Out The Door - 3:39
7. Kids In The Street - 4:45
8. Bleed Into Your Mind - 2:43
9. Gonzo - 5:06
10. Affection - 4:44
11. I For You - 2:35